# Sekou Koita
Sékou Koïta (Kita, 28 de noviembre de 1999) es un futbolista maliense que juega en la posición de delantero en el Gençlerbirliği S. K. de la Superliga de Turquía.

## Selección nacional

### Categorías inferiores

#### Sub-17
Fue convocado por el entrenador Baye Ba a la selección sub-17 de Malí para disputar el partido de vuelta de la serie que enfrentó a su equipo con la selección sub-17 de Túnez en el torneo de Clasificación para el Campeonato Africano Sub-17 de 2015, sin embargo, no participó de ese encuentro manteniéndose en el banco de suplentes.
Ya en el Campeonato Africano Sub-17 de 2015 realizado en Niger, formó parte de la plantilla de 21 jugadores con los que Malí afrontó el torneo. Estuvo presente en los cinco partidos jugados por su selección en los que marcó dos goles, de esta manera tuvo participación activa en el título obtenido por Malí en aquel campeonato que además le valió la clasificación a la Copa Mundial de Fútbol Sub-17 de 2015.
Completó el ciclo sub-17 participando en la Copa Mundial de Fútbol Sub-17 de 2015 que se llevó a cabo en Chile. En esta copa mundial también tuvo buen rendimiento jugando los 7 partidos de su equipo y anotando dos goles que ayudaron a la selección de Malí a terminar como subcampeón mundial tras perder la final ante Nigeria.

### Selección absoluta
Luego de su buen desempeño en la categoría sub-17, con solo 16 años, recibió el llamado del entrenador Djibril Dramé para formar parte del plantel de 23 jugadores de Malí en el Campeonato Africano de Naciones de 2016 que se realizó en Ruanda. Su debut internacional se produjo en el primer partido de su selección en el grupo D contra Uganda, el encuentro terminó empatado a dos goles con uno de los goles de Malí anotado por Koita que de esa manera registraba su primer gol internacional. Luego terminaría el torneo con seis partidos jugados y obteniendo el subcampeonato con Malí al perder la final ante la República Democrática del Congo.

### Goles internacionales
| # | Fecha               | Sede    | Rival  | Marcador | Resultado | Competencia                             | Goles |
| - | ------------------- | ------- | ------ | -------- | --------- | --------------------------------------- | ----- |
| 1 | 19 de enero de 2016 | Gisenyi | Uganda | 2 – 2    | Empate    | Campeonato Africano de Naciones de 2016 |       |

## Estadísticas

### Clubes
Actualizado al último partido disputado el 12 de agosto de 2025.
| Club                         | Div.          | Temporada     | Liga  | Liga  | Copas nacionales | Copas nacionales | Copas internacionales | Copas internacionales | Total | Total |
| Club                         | Div.          | Temporada     | Part. | Goles | Part.            | Goles            | Part.                 | Goles                 | Part. | Goles |
| ---------------------------- | ------------- | ------------- | ----- | ----- | ---------------- | ---------------- | --------------------- | --------------------- | ----- | ----- |
| F. C. Liefering · Austria    | 2.ª           | 2017-18       | 6     | 1     | ―                | ―                | ―                     | ―                     | 6     | 1     |
| F. C. Liefering · Austria    | 2.ª           | 2018-19       | 9     | 1     | ―                | ―                | ―                     | ―                     | 9     | 1     |
| F. C. Liefering · Austria    | Total club    | Total club    | 15    | 2     | 0                | 0                | 0                     | 0                     | 15    | 2     |
| Wolfsberger A. C. · Austria  | 1.ª           | 2018-19       | 14    | 5     | 0                | 0                | ―                     | ―                     | 14    | 5     |
| Wolfsberger A. C. · Austria  | Total club    | Total club    | 14    | 5     | 0                | 0                | 0                     | 0                     | 14    | 5     |
| Red Bull Salzburgo · Austria | 1.ª           | 2019-20       | 16    | 8     | 4                | 3                | 3                     | 0                     | 23    | 11    |
| Red Bull Salzburgo · Austria | 1.ª           | 2020-21       | 17    | 14    | 4                | 3                | 8                     | 0                     | 29    | 17    |
| Red Bull Salzburgo · Austria | 1.ª           | 2021-22       | 2     | 1     | 0                | 0                | 0                     | 0                     | 2     | 1     |
| Red Bull Salzburgo · Austria | 1.ª           | 2022-23       | 22    | 6     | 2                | 0                | 4                     | 0                     | 28    | 6     |
| Red Bull Salzburgo · Austria | 1.ª           | 2023-24       | 19    | 8     | 3                | 0                | 2                     | 0                     | 24    | 8     |
| Red Bull Salzburgo · Austria | Total club    | Total club    | 76    | 37    | 13               | 6                | 17                    | 0                     | 106   | 43    |
| P. F. C. CSKA Moscú · Rusia  | 1.ª           | 2024-25       | 22    | 3     | 13               | 2                | ―                     | ―                     | 35    | 5     |
| P. F. C. CSKA Moscú · Rusia  | 1.ª           | 2025-26       | 4     | 0     | 3                | 0                | ―                     | ―                     | 7     | 0     |
| P. F. C. CSKA Moscú · Rusia  | Total club    | Total club    | 26    | 3     | 16               | 2                | 0                     | 0                     | 42    | 5     |
| Total carrera                | Total carrera | Total carrera | 131   | 47    | 29               | 8                | 17                    | 0                     | 177   | 55    |

## Palmarés

### Títulos nacionales
| Título             | Club                | País    | Año  |
| ------------------ | ------------------- | ------- | ---- |
| Copa de Austria    | Red Bull Salzburgo  | Austria | 2020 |
| Bundesliga         | Red Bull Salzburgo  | Austria | 2020 |
| Copa de Austria    | Red Bull Salzburgo  | Austria | 2021 |
| Bundesliga         | Red Bull Salzburgo  | Austria | 2021 |
| Bundesliga         | Red Bull Salzburgo  | Austria | 2022 |
| Copa de Austria    | Red Bull Salzburgo  | Austria | 2022 |
| Bundesliga         | Red Bull Salzburgo  | Austria | 2023 |
| Copa de Rusia      | P. F. C. CSKA Moscú | Rusia   | 2025 |
| Supercopa de Rusia | P. F. C. CSKA Moscú | Rusia   | 2025 |